# ICanHazPDF
#ICanHazPDF是Twitter上使用的标签，用于请求访问付费专区内的学术期刊文章。 它始于 2011 年由科学家 Andrea Kuszewski 发起。  这个名字来源于模因“我可以吃芝士汉堡吗？ ”

## 过程
用户通过发布文章标题、 DOI或其他链接信息（如出版商链接）、 他们的电子邮件地址和主题标签“#ICanHazPDF”来请求文章。有权访问该文章的人可能会通过电子邮件将其发送给他们。然后用户删除原始推文。 或者，不想公开其电子邮件地址的用户可以使用直达消息与愿意分享感兴趣文章的志愿者交换联系信息。

## 使用和受欢迎程度
这种做法在许多国家都构成版权侵权，因此可以说是“黑色开放获取”趋势的一部分。大多数请求是针对过去五年内发表的文章，并且大多数用户来自英语国家。尽管化学、物理和天文学的平均订阅价格高于生物学，但对生物学论文的请求比其他领域的论文更普遍。人们使用主题标签的可能原因包括读者不愿为文章访问付费以及与大多数大学馆际互借相比的流程速度。